# Gerda Weichsler-Hauer

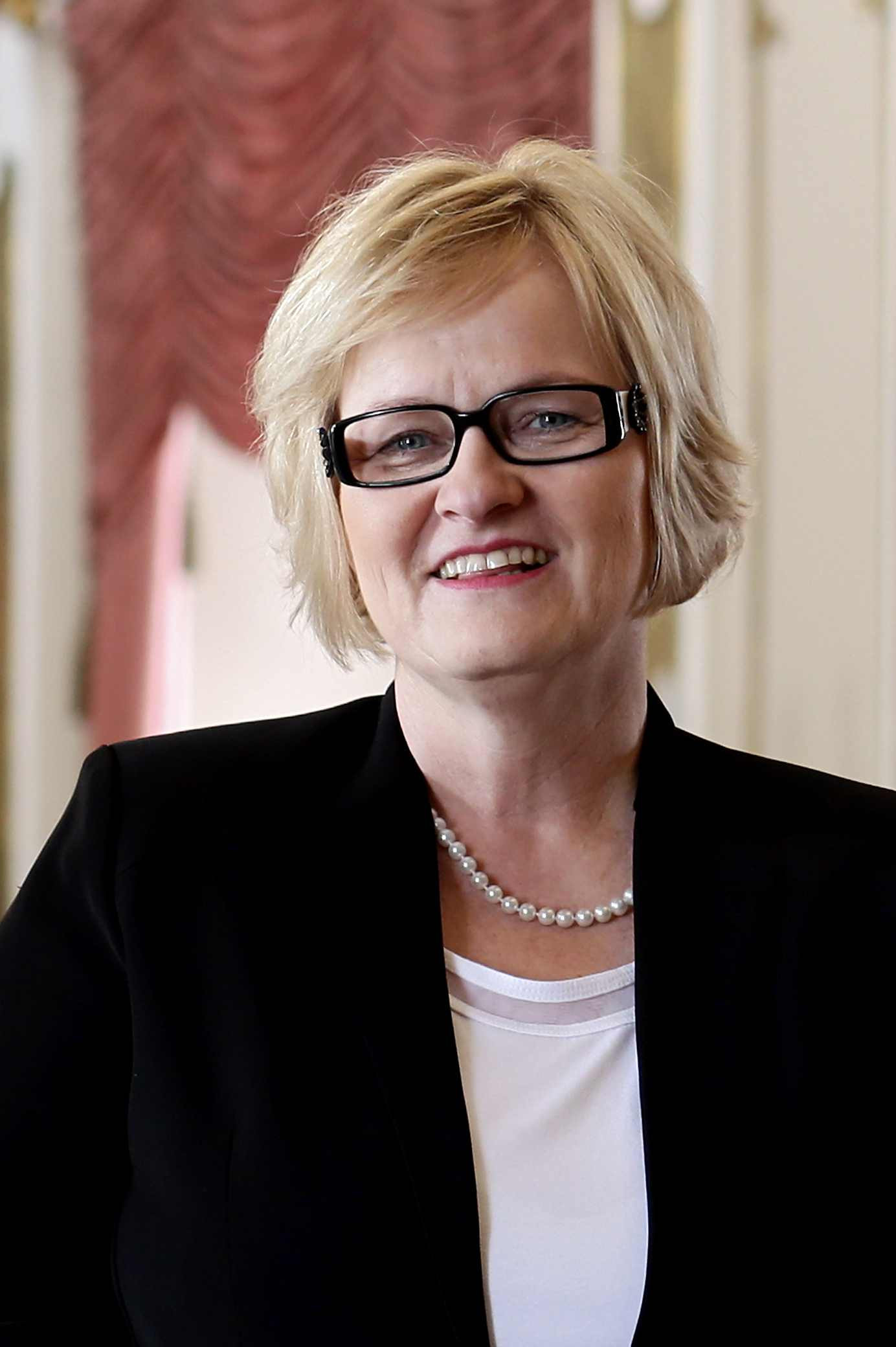
Gerda Weichsler-Hauer (2013)

Gerda Weichsler-Hauer, geborene Tatzreiter (* 20. Juni 1961 in Steyr), ist eine österreichische Politikerin der Sozialdemokratischen Partei Österreichs (SPÖ). Sie war von März 1995 bis Oktober 2021 Abgeordnete zum Oberösterreichischen Landtag, ab 1997 Zweite und ab 2015 Dritte Landtagspräsidentin.

## Leben
Weichsler-Hauer wohnt in Steyr. Die älteste von neun Geschwistern hat einen erwachsenen Sohn. Weichsler-Hauer ist beruflich Sachbearbeiterin im Informationszentrum Staning (Ennskraftwerke AG), allerdings seit Dezember 1997 dienstfrei gestellt.
Nach dem Besuch der Pflichtschule absolvierte sie die Bundeshandelsakademie Steyr, die sie 1980 mit der Matura abschloss.
Weichsler-Hauer trat 1980 der SPÖ bei und wurde stellvertretende Frauen- und SPÖ-Bezirksvorsitzende in Steyr.
Ab dem 2. März 1995 war Weichsler-Hauer im Oberösterreichischen Landtag und wurde in der konstituierenden Sitzung am 31. Oktober 1997 zur Zweiten Landtagspräsidentin gewählt. Nach der Landtagswahl in Oberösterreich 2015 wurde sie am 23. Oktober 2015 zur Dritten Landtagspräsidentin gewählt.
Im Oberösterreichischen Landtag ist Weichsler-Hauer Obfrau des Verfassungs-, Verwaltungs-, Immunitäts- und Unvereinbarkeitsausschusses und einfaches Mitglied im Ausschuss für EU-Angelegenheiten, im Ausschuss für Frauenangelegenheiten, im Geschäftsordnungsausschuss sowie im Ausschuss für Wohnbau, Natur- und Landschaftsschutz.
In nachstehenden Vereinen und Organisationen ist Weichsler-Hauer in ehrenamtlichen Funktionen tätig:
Vorsitzende Wirtschaftsverein Arbeiterheim Steyr, Vorsitzende Regionalforum Steyr-Kirchdorf, Vorsitzende im Nord-Süd-Institut Oberösterreich, Vorsitzende der Naturfreunde Ortsgruppe Steyr, Beirätin des Fördervereines Musikfestival Steyr, Rechnungsprüferin der Frauenstiftung Steyr, Vorstandsmitglied der Österreichisch-Saharauischen Gesellschaft, Vorsitzende der Naturfreunde Oberösterreich.
Nach der Landtagswahl 2021 schied sie aus dem Landtag aus, in der konstituierenden Sitzung der XXIX. Gesetzgebungsperiode am 23. Oktober 2021 wurde Peter Binder zu ihrem Nachfolger als Drittem Präsidenten des Oberösterreichischen Landtags gewählt.

## Auszeichnungen
- 2022: Großes Ehrenzeichen des Landes Oberösterreich[4]